# Sierra Nevada (USA)
A Sierra Nevada a Pacifikus-hegységrendszer elemeként a Nyugati-Kordillerák belső vonulatának része az Egyesült Államok nyugati részén.

## Földrajzi helyzete
A Csendes-óceánhoz viszonylag közel, mintegy 650 km hosszan, 80–130 km szélesen húzódik Kaliforniában, Nevada állam határától nem messze. É-i vége a Shasta-hegy, legmagasabb pontja a Mount Whitney csúcs (4404 m). A vonulatot három részre tagolják: az északi rész középhegységi jellegű, a középső (a Tahoe-tótól a Yosemite Nemzeti Parkig) 3–4000 méteres, a déli rész csúcsai pedig gyakorta 4000 m fölé nyúlnak. A hegyláncok között, 2076 méter magasan búvik meg az Egyesült Államok talán legdrágább ingatlanparadicsoma, a „tó az égben” néven is emlegetett Tahoe-tó (Lake Tahoe). Mivel ez Észak-Amerika harmadik legmélyebb (átlagosan 329 méter mély) tava, a víz különösen mélykék. Közelében több, ismert síközpont is van, mint a világhírű Heavenly, illetve Squaw Valley, az 1960-as téli olimpia színhelye.
Keleti letörése a Nagy-medence felé meredek, nyugati lejtője lényegesen szelídebb. A Parti-hegységtől az Amerika gyümölcsöskertjének számító San Joaquin-völgy választja el. A hegységtől délre a Mojave-sivatagot, délnyugatra a Halál-völgyet találjuk.

## Földtani felépítés, nyersanyagok
A hegység legidősebb képződményei az őskori (archaikus) kőzetek. Középső részét a Cascade-hegységihez hasonló mezozoós vulkanitok építik fel. A kaliforniai aranylázat kirobbantó aranyszemcsék a jura korú gránitok lepusztulásából kerültek a patakok-folyók hordalékába.
- A hegylánc kiemelkedése mintegy ötmillió éve kezdődött el, amikor a Csendes-óceáni litoszféralemez az Észak-amerikai-lemeznek torlódott. Az aktív kontinensperemen máig gyakoriak a földrengések.

- A pleisztocén időszak jelentős eljegesedéssel járt: a Hetch-Hetchy, a Yosemite-völgy és a Kings Canyon egyaránt régi gleccservölgy, a Tahoe-tó pedig tengerszem.

## Élővilág, természeti értékek
Teljes területének mintegy harmada természetvédelmi terület. Legismertebb a két nemzeti park:
- Yosemite Nemzeti Park, az USA leglátogatottabb természetvédelmi területe;
- Sequoia Nemzeti Park és a vele egybefüggő Kings Canyon Nemzeti Park, az örökzöld mamutfenyő legfontosabb élőhelye;

ezek mellett 20 további természetvédelmi területen óvják a veszélyeztetett fajokat (elsősorban fafajtákat).
Az erősen tagolt térszín növényzete erősen zonális: lent, a völgyek közelében lomb-, följebb tűlevelű erdőket, majd hegyi réteket, legfölül pedig kopár magashegyi tájat találunk.

## Gazdaság
A kisebb-nagyobb vízfolyások aranyos fövenyét már háromszor–négyszer átszitálták. A nagyobb folyók hordalékából teljesen gépesített eljárással még mindig termelnek valamennyi aranyat (amit a kevésbé fejlett módszerekkel nem sikerült kinyerni).
Keleti felén épült fel a Mammoth-Pacific geotermális erőmű, ami körülbelül 40 000 háztartást lát el energiával.
A hegység gazdasági életének motorja az idegenforgalom és a sport. Csak a Yosemite Nemzeti Parkot több mint 3 millió turista keresi fel évente. A hegységben több helyütt kiépített síközpontok is igen népszerűek.